# Albrecht Wilhelm Phillip Zimmermann
Albrecht Wilhelm Phillip Zimmermann (*1860-1931) fue un botánico y micólogo alemán.

## Algunas publicaciones

### Libros
- 1893. Botanical microtechnique: A hand-book of methods for the preparation. 296 pp.[1] ISBN 0008358629
- 1893. Beiträge zur morphologie und physiologie der pflanzenzelle (Contribuciones a la morfología y fisiología de la célula vegetal). 3 tomos. Ed. H. Laupp

- La abreviatura «Zimm.» se emplea para indicar a Albrecht Wilhelm Phillip Zimmermann como autoridad en la descripción y clasificación científica de los vegetales.[2]